# بريستول بيرسيوس

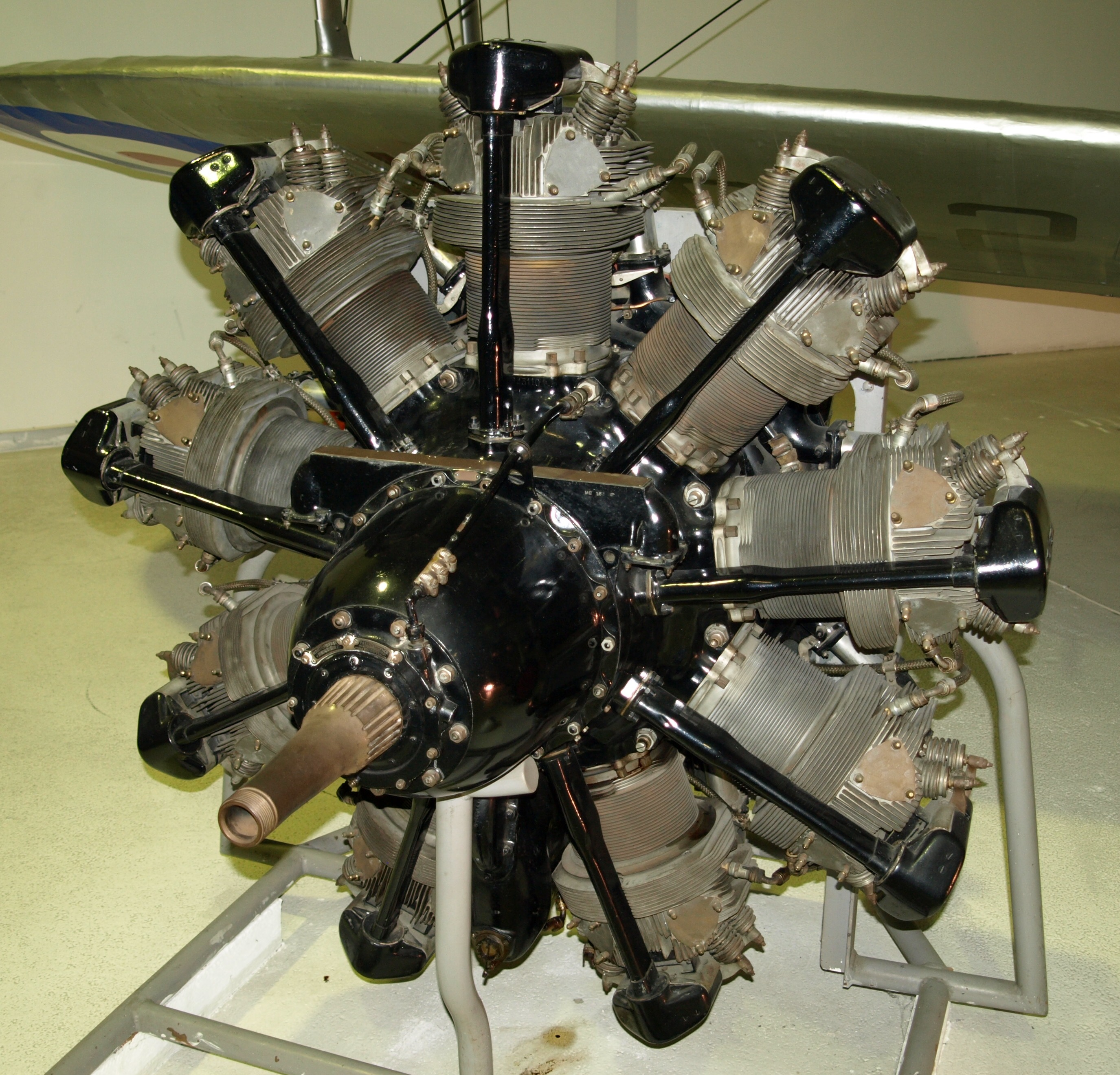
بريستول ميركري

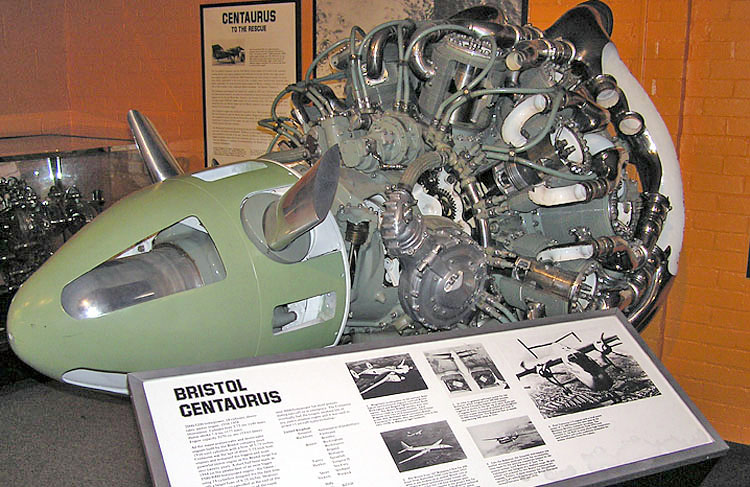
بريستول سينتاورس

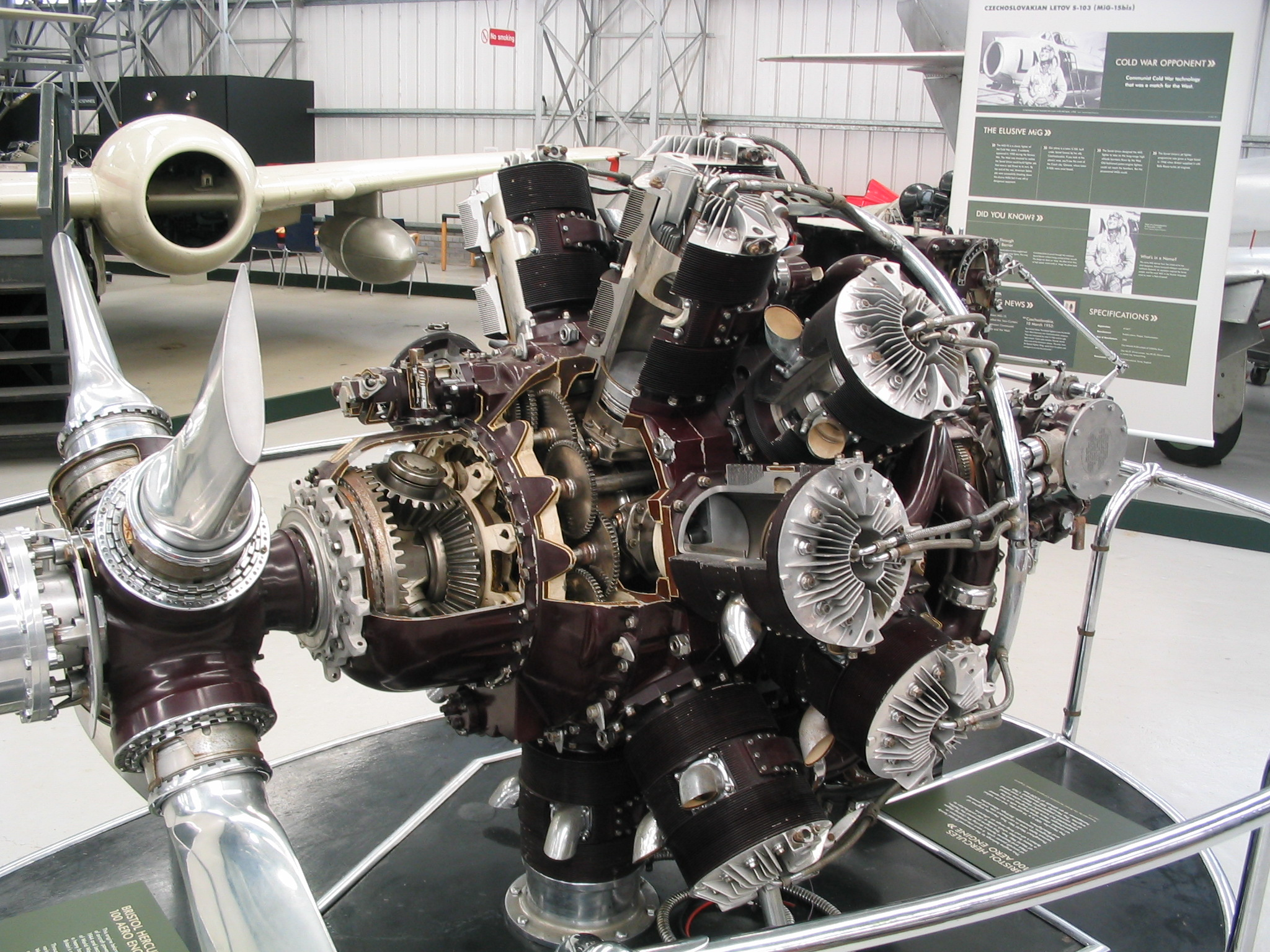
بريستول هيركليز

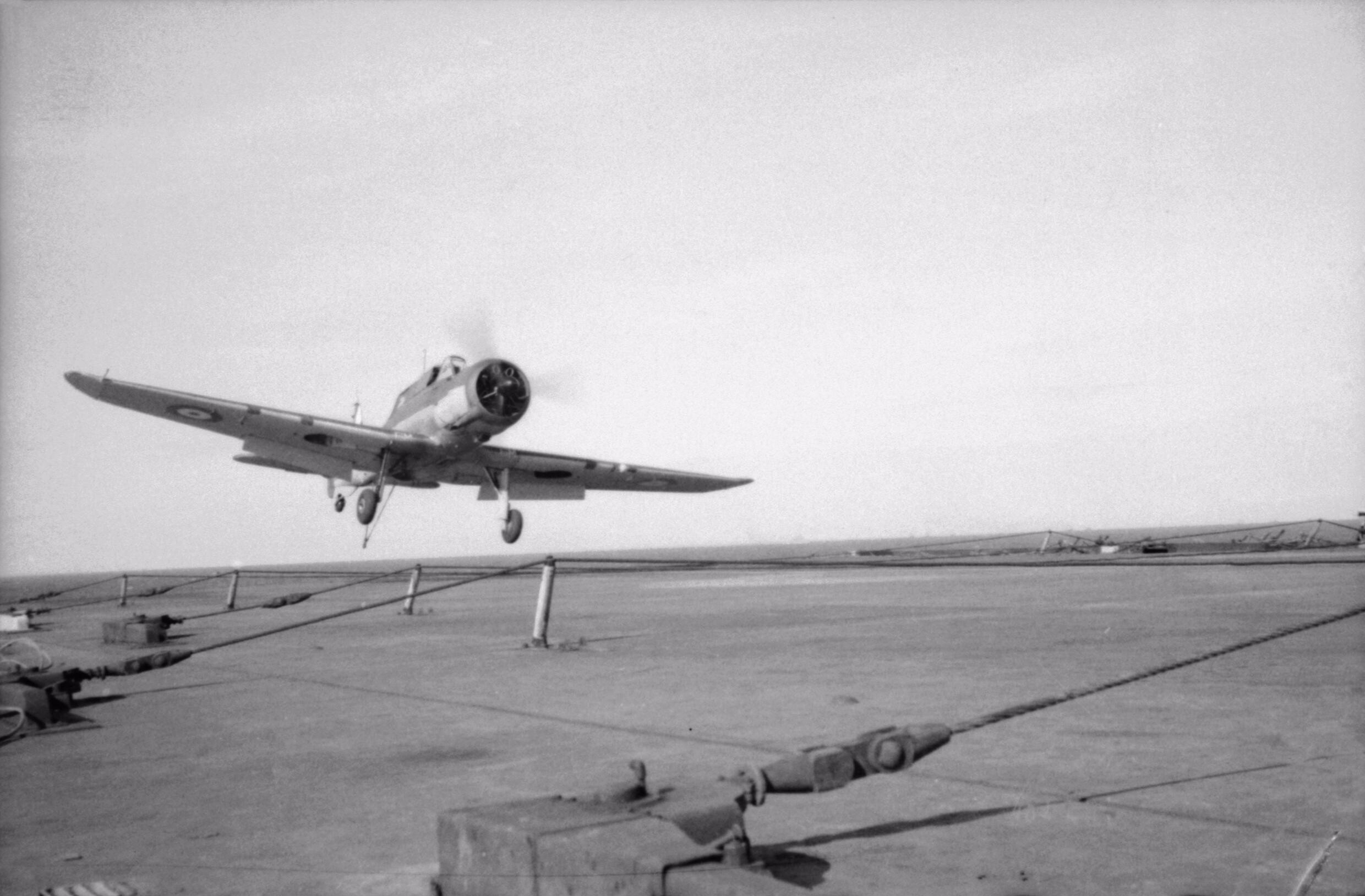
طائرة بلاكبيرن سكوا

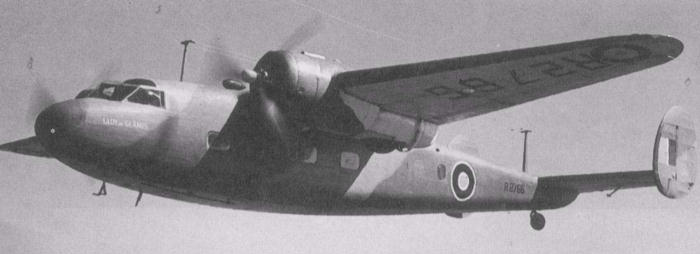
طائرة دي هافيلاند فلامينغو، تعمل بمحر بيرسيوس

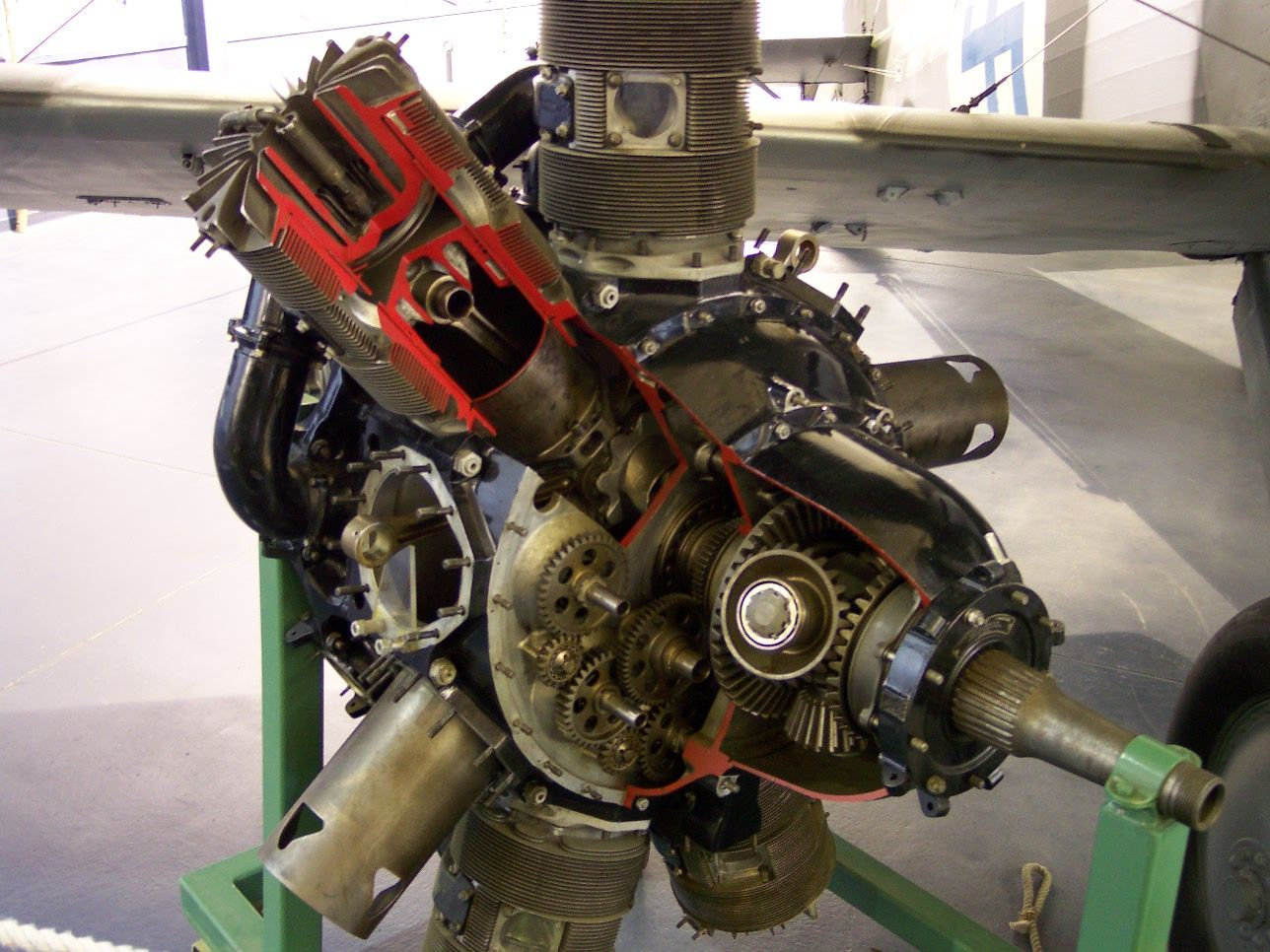
قطاع في محرك بيرسيوس، يظهر الصمامات الكُمية و تروس التخفيض

كان بريستول بيرسيوس محرك طائرةبريطاني من النوع الشعاعي، تكون من 9أسطوانات في صف واحد د تُبرد بالهواء وبدأ إنتاجه من قبل شركة محركات بريستول في عام 1932. كما كان أول محرك طائرة يُنتج بصمام كُمّي.

## التصميم والتطوير
في أواخر عام 1925 و بداية 1926، قامت مؤسسة الطائرات الملكية ‏ بنشر سلسلة من الأوراق لهاري ريكاردو عن مبدأ عمل الصمام الكُمّي. كان الصمام  الكُمّي يمتاز بشكل رئيسي عن صمام القفاز بأن له كفاءة حجمية أفضل، كما أنه يعمل عن د سرعات دورانية أكبر. أدى ذلك لاستطاعة إنتاج محرك صغير بنفس القدرة التي ينتجها محرك كبير، مما أدى إلى تحسن في كفاءة الوقود و حجم التصميم وبالأخص في المحركات الشعاعية متعددة الصفوف (صفوف الأسطوانات).
أصبح روي فيدين ‏، المصمم الأساسي لمحرك بريستول، مهتما بالفكرة و بحلول عام 1927 وأنشأ محرك على شكل V  مكون من أسطوانتين كمنصة اختبار مع هدفه لتطويره ليتكون من 12 أسطوانة. توالت المشاكل على التصميم، خاصة تحطم الصمامات أثناء شوط القدرة و انفصال تروسها القائدة. تطلب اصلاح الأمر، سلسلة طويلة من الاختبارات و تغيير المواد  و التحسينات، استمرت لمدة ست سنوات، أُنفق خلالها ما يقدر بحوالي 2 مليون جنيه استرليني. بحلول عام 1933 تم التغلب على المشاكل و أصبح محرك بيرسيوس أول محرك طائرة بصمام قَفّازي في العالم ليتم إنتاجه بكميات كبيرة.
كان نتاج الاختبارات محرك بريستول ميركري بنظام الصمامات القفازية، و محرك بيرسيوس، و بريستول أكويلا ‏.  بلغت قدرة النسخ الأولى المنتجة من بيرسيوس، 580حصانا (433 كيلو وات)، و هي نفس القدرة الذي أنتجها محرك ميركري أيضا في نفس العام، و الذي أظهر إمكانية استغلال نظام الصمامات القفازية. سرعان ما ارتفعت قدرة محرك بيرسيوس إلى 810 حصان (604 كيلو وات) بحلول 1936، و ذلك بعد التحسينات التي أُجريت عليه، و في عام 1939 وصلت قدرته إلى 930حصان (690 كيلو وات)، بينما أنتج بيرسيوس 100 بسعته المتزايدة إلى 1635 سم مكعب (26.8 لتر)، قدرة بلغت 1200 حصان (890 كيلو وات) عند سرعة دورانية 2700 دورة/دقيقة و على ارتفاع 4250 قدم (1296 متر). تفوقت بيرسيوس بذلك على حتى أكثر النسخ المتطورة من محرك ميركري.
استُخدم بيرسيوس بشكل محدد في المجال المدني، و بشكل ملحوظ على قوارب شورت امباير الطائرة، لكنه كان أكثر شيوعا في المجال العسكري المتوسع، حيث استُخدم في طائرة الاستطلاع ويستلاند ليساندر، و فيكرز فيليدبيست، و بلاكبيرن بوتا ‏ و بلاكبيرن سكوا ‏، و قاذفات القنابل بلاكبيرن روك ‏.
كان لبيرسيوس مساهمة أساسية في صنع محركات أخرى، حيث استُخدم تصميمه كالتصميم الأساسي للمكبس والأسطوانة للنسخ المزدوجة من محركات بريستول هيركلييز وبريستول سينتاوريس. أخيرا، استُخدمت مميزات الصمامات القفازية بشكل جيد في هذه التصاميم، و بنهاية الحرب أصبح محرك سينتاوريس أحد أقوى المحركات في العالم.

## التطبيقات
- بلاكبيرن بوتا
- بلاكبيرن روك
- بلاكبيرن سكوا  [لغات أخرى]‏
- بريستول بولدوج  [لغات أخرى]‏
- بريستول النوع 148
- كونليف-أوين الجناح الطائر  [لغات أخرى]‏
- دي هافيلاند فلامنغو  [لغات أخرى]‏
- دي هافيلاند هيرتفوردشاير  [لغات أخرى]‏
- جلوستر جورنج  [لغات أخرى]‏
- هوكر هارت
- ساروا ايه.33
- شورت إمباير
- شورت سيلا
- فيكرز فيلوكس
- فيكرز فيلدبيست إم كيه.4
- ويستلاند ليساندر إم كيه.2

## المواصفات (بيرسيوس الثاني عشر)

### مواصفات عامة
- النوع:محرك طائرة شعاعي أحادي الصف يبرد بالهواء، مكون من 9 أسطوانات و مزود بشاحن توربيني.
- قطر الأسطوانة: 146 مم.
- الشوط: 165 مم.
- سعة المحرك: 1520 بوصة مكعبة (24.9 لتر).
- الطول: 49 بوصة (1245مم).
- القطر:55.3 بوصة (1405مم).
- الوزن: 1025 باوند (465 كجم).

### المكونات
- الصمامات: صمام كمي (بالإنجليزية: Sleeve valve).
- شاحن توربيني:شاحن توربيني طارد مركزي أحادي السرعة.
- نظام الوقود: مكربنات هواء كلاودل هوبسون.
- نوع الوقود:بنزين رقم الأوكتان 87.
- نظام التزييت: حوض جاف مع مجموعة واحدة من مضخة ضغط أو نفايات.
- نظام التبريد: تبريد بالهواء.
- ترس تخفيض:تروس تخفيض بنسبة 0.5:1 تدير مروحة دافعة من طراز دي هافيلاند متغيرة التأرجح.

### الأداء
القدرة الناتجة
- 850 حصان (619 كيلو وات) عند سرعة دورانية2650دورة/دقيقه عندالاقلاع.
- 905 حصان (675 كيلو وات) عند سرعة دورانية2750 دورة/دقيقه على ارتفاع 6500 قدم (1980 متر).
- القدرة النوعية: 25.75 كيلو وات/لتر (0.59حصان/بوصة مكعب).
- نسبة الانضغاط: 1:6.75
- الاستهلاك النوعي للزيت: 0.43 باوند/حصان.ساعة (261جرام/كيلو وات.ساعة).
- استهلاك الزيت: 11 جرام/كيلو وات.ساعة.
- نسبة القدرة إلى الوزن: 0.88 حصان/باوند (1.45 كيلو وات/كجم).